# 睛斑假鰓鱂
睛斑假鰓鱂，為輻鰭魚綱鯉齒目鰕鱂亞目鰕鱂科的其中一種，為熱帶淡水魚，分布於非洲坦尚尼亞淡水流域，體長可達10公分，棲息在底中層水域，生活習性不明。

## 擴展閱讀
維基物種上的相關：睛斑假鰓鱂